# Молоченево
Молоченево — деревня в Гагаринском районе Смоленской области России. Входит в состав Покровского сельского поселения. Население — 75 жителей (2007 год). 
Расположена в северо-восточной части области в 18 км к югу от Гагарина, в 14 км южнее автодороги М1 «Беларусь». В 19 км севернее деревни расположена железнодорожная станция Гагарин на линии Москва — Минск.

## История
В годы Великой Отечественной войны деревня была оккупирована гитлеровскими войсками в октябре 1941 года, освобождена в марте 1943 года.